# Cyclocephala sanguinicollis
Cyclocephala sanguinicollis är en skalbaggsart som beskrevs av Hermann Burmeister 1847. Cyclocephala sanguinicollis ingår i släktet Cyclocephala och familjen Dynastidae. Inga underarter finns listade i Catalogue of Life.